# 出口ゼロ
『出口ゼロ』（でぐちぜろ）は、瀬田ハルヒによる日本の漫画作品。『なかよし』（講談社）にて、2012年11月号から2017年6月号まで連載されていた。少女漫画ながら、ホラーを大胆に取り入れていた作品で、『なかよし』本誌では、「続きが気になるNo.1」と紹介されていた。本編終了後には番外編も連載された。番外編と描き下ろしが収録された15巻は電子版のみで単行本化されている。

## あらすじ
赤羽夕日は女優を夢見る15歳。芸能界の大物を多数輩出する超エリート俳優養成所、D・A・アカデミー（ダイヤモンド・アクターズ・アカデミー）に念願の入校を決め、河合ゆみか、守屋（もりや）カルロ、佐久間杏樹（さくまアンジュ）、神奈汐里（かんなしおり）、横手陽菜、梶虎太郎、水野伊吹、葛西誠、五十嵐蓮とともにアカデミー50期生となる。また、夕日たちの入学と同時にアカデミー卒業生である天才若手女優の乙女華澄がD・A・アカデミーの特別講師となった。
D・A・アカデミーの授業は「くじ引き」により「配役」が決定され、授業は即興演劇（インプロビゼーション）で行われる。くじには「配役」として基本的に名前、年齢、性別、キャラ設定が書かれている。くじのチェンジはできない。
一年生の課題1
- 収録:STAGE1 入学 - STAGE2 脱出（単行本1巻）

「期限」は24時間。十人はD・A・アカデミーの新入生、乙女華澄は担任であり殺人鬼のレディ・クイーンを演じる。課題は「このアカデミーから脱出しようと奮闘する''即興''を二十四時間おこないなさい」。姫早百合（ひめさゆり）役の河合ゆみかは演技中に「素」になったことによりレディ・クイーンから「ペナルティ」を科され、配役に制限を加えられる。夕日たちは脱出のためスコップで壁に穴を開けることにするが、壁の内部には超硬合金が使われており、壁に穴を開けることはできずに課題が終了した。
課題1の総評時にD・A・アカデミーの舞台からおりる方法は「デビュー」か「退学」の2つのみであること、課題で与えられる配役を放棄したり演じきれなかったりした場合即日退学となることが明かされ、退学処分者は役者の資質がない者として「配役」と「台詞」を没収されると説明された。
一年生・二年生の課題2
- 収録:STAGE3 青春 - STAGE7 過去（単行本1・2巻）

「期限」は1か月。一年生の課題は「この教室の生徒たちみんなで一か月間青春しなさい」。配役は課題1と同じである。課題の冒頭にはレディ・クイーンからD・A・アカデミー生徒専用タブレット（以降タブレットと記す）が渡され、タブレットにはD・A・アカデミーでの身分証明書の代わりであり、生徒同士のチャット、成績、配役の確認、重要な知らせなどが通知されることが説明される。河合ゆみかの「ペナルティ」を皮切りに二年生は様子が一変する。そして「課題2」のペナルティが連帯責任で、一人がペナルティを科されるとクラス全員のライフが一つずつ減ること、ライフが0になると即日退学になること、二年生の課題は「一か月間どんな手を使ってでも一年生を退学に追い込みなさい」であることが明かされた。赤羽夕日演じる神代椿(じんだいつばき)は姫が二年生にいじめられていることに気づき、二年生の寮へと向かう。そこでレディ・クイーンから「自我との決別」について説明される。椿はその説明を遮り「調教室」に閉じ込められる。
調教室から椿が帰ってくると、椿以外の一年生は二年生となり、椿を退学に追い込む課題に変更されることが知らされた。そして姫の提案によりライフ連帯責任制が廃止された。そして新二年生となった姫は二年生側に寝返り、椿を追いつめる。
課題2の終了後に赤羽夕日を含む50期生全員が正式に二年生に進級した。
二年生の課題3
- 収録:STAGE8 油断 - STAGE15 偽装（単行本2 - 4巻）

「期限」は1か月。課題は「探偵は犯人を推理し捕らえなさい」「犯人は探偵になりすまし逃げきりなさい」。くじ引き後に、くじの配役の見せ合いは禁止であること、そして課題開始直前にレディ・クイーンから一番優秀な成績を収めた生徒は「ここからでられる」ことが告げられる。そして2日目の即興開始（インプロスタート）前に「犯人として指名された人が処分される」ことが明かされた。2日目終了後、夕日は校則違反であることを承知で配役の紙を70期生の前で見せ、「裏切り者くん」からその情報を知った70期生を除く旧二年生たちは配役の紙によると「この課題に''犯人役は存在しない''」ことを知る。望月怜士(もちづきれいじ)演じる黒花風露（くろばなふうろ）のアシストにより、夕日演じる有明菫（ありあけすみれ）たちは探偵が解決すべき本当の事件に気づく。そのことで心を乱された夕日は自暴自棄になり、退学になりかけるが、間一髪のところで退学は免れる。退学こそ免れたものの、夕日はレディ・クイーンに「反省室」へと連れていかれる。反省室ではレディ・クイーンからのお説教を受け、夕日は敗北した役者がどのようになるかをその部屋で目の当たりにする。水野のメモにより菫たちは怜士たちも知らなかった事実を知る。覚悟を決めた菫は先輩たちとの推理合戦の中で真相へとたどり着く。
二年生の課題4
- 収録:STAGE18 遊戯 - STAGE28 進級（単行本5 - 7巻）

ユートピアから帰ってきた夕日たちは課題4「人生すごろく」に挑む。配役は二年生全員が「自分自身」。二年生はねこチーム、パンダチーム、うさぎチームに分かれすごろくをプレイしていく。ねこチームの夕日は別チームとなった70期生を助けられないことにもどかしさを感じつつゲームを進めていく。すごろくの途中で夕日は先輩たちの上下関係に気づき声をかけるも、御薗小瑠璃以外のメンバーには無視され、小瑠璃は終わったら全てを話すとだけ夕日に告げる。しかしドクロマスのイベントで小瑠璃は棺桶に入れられてしまう。さらに同じマスに止まった時に起こる鉢合わせバトルによりねこチームは夕日、静、小瑠璃の3人になってしまう。さらに静は体調を崩しており、すごろくの途中で倒れてしまい、スタート地点に戻されてしまう。もはや万事休すかと思われたねこチームだったが、夕日と静が和解したことで突破口が開け、さらに夕日の機転によりねこチームに希望が戻る。
「みんないっしょにゴール」を目指し、絶対的に不利な条件のねこチームが奮闘する。
三年生の課題2
- 収録:STAGE30 再会 - STAGE36 退学（単行本8・9巻）

進級試験に合格し、3年生となった夕日たち。三年生の校舎に入り部屋を選ぶが、それが「配役のくじ引き」となっていた。舞台はD・A・刑務所(プリズン)で、生徒は看守と囚人に分かれ監獄ライフを送る。この課題では「今週のお題」が設定されている。お題のセリフをクリアするとクリア音が鳴る。課題の2日目には課題に明確なクリア条件がなく、「レディ・クイーンの帰還まで監獄内の秩序を守る」必要がある、そして「お題」はひとりごとではクリアとみなされないことが説明されている。また、2日目には講師不在の課題ではペナルティがとられないことも明らかとなっている。2日目に囚人側でストライキが発生するも、御所左近（ごしょさこん）のアシストにより何とかその場を切り抜ける。その後の看守会議で囚人の「連帯責任」制度を採用することになる。7日目にはレディ・クイーンから刑の存在、退学の条件、課題クリアの条件が明かされる。夕日は課題を進めるうちに、ある結論にたどり着く。そして自室へと閉じこもってしまう。3日後、自室から出てきた駿河蘭（するがらん）は驚くべき行動をとる。
理事長からの課題
- 収録:STAGE40 大物 - STAGE43 絶望（単行本10・11巻）

コンテストで存在を奪われた夕日は裏舞台でD・A・アカデミーについて調べ始める。すると、次々に新たな事実が明らかとなる。理事長の前で「ゆみかを信じる」と宣言した夕日は、理事長からカードキーを渡されるが、受け取ろうとしたときにそのカードキーを阿部美雪(あべみゆき)に奪われてしまう。残されたもう1枚のカードを持って夕日は美雪を追いかける。理事長室のマジックミラー越しにゆみかと再会した夕日だが、そこでとある事実を知る。そして暗号への手がかりを得るが、「真実」にたどり着けない。激怒した夕日は、裏舞台の生徒たちを巻き込んだ暴動を起こす。その様子を見ていた理事長の手によって、夕日は表舞台へと戻ることを許される。
特別課題
- 収録:STAGE44 台本 - STAGE51 正体（単行本11 - 13巻）

「期限」は0時まで。課題は「イエス・アンドの即興（インプロ）で台本どおりの舞台をつくりあげなさい」。理事長の決定により、連帯責任として生徒全員の自我のリセットが行われることになり、その救済としてこの課題が用意された。夕日が選んだ台本は「起・生徒全員が力を合わせてアカデミー脱出を試みる」「承・しかし内部分裂が起こり生徒の半数が退学に！」「転・残った生徒たちは思いがけない行動に出る」「結・生徒たちは脱出に成功したが一人の生徒だけがアカデミーに取り残される」というもの。脱出に成功した生徒はそのままアカデミーを卒業となる。注意事項として「一つ だれかを故意に退学にしたりケガをさせたりする即興(インプロ)はNG」「二つ 超能力の類といった人間ばなれした即興もNG」「三つ 相手から受けた即興（インプロ）には三十秒以内に必ず『イエス・アンド』で即興(インプロ)をつなげること」が挙げられている。また即興（インプロ）に対し「ノー」や「イエス・バット」で返すのはNGであり、行った場合即日退学となる。咲良やレディ・クイーンの即興(インプロ)に翻弄されつつ、「起」・「承」・「転」の内容を遂行する。乙女の即興（インプロ）を止めるための行動で夕日は絶体絶命のピンチに陥るが、間一髪のところで咲良に助けられ、咲良がD・A・アカデミーに入学した理由を知る。咲良の決断を受け入れ「結」へと向かい全てを演じきったはずの夕日たちだったが、なぜか課題をクリアできない。レディ・クイーンは様子がおかしくなっており、うっかり夕日の前で''オオカミ''の存在について話してしまう。また、咲良は生徒として脱出したこと、退学者は課題から消えるため退学者の中に''オオカミ''がいないことを夕日に教えた。そして夕日と怜士の手により''オオカミ''の正体が明らかになる。
総評後、夕日は''オオカミ''の手により残酷な現実を突きつけられ、真っ白にされる。全てが理事長の台本通りになったかのように思われたが、アクシデントが発生する。アクシデントをものともせずに事は順調に進んでいるように見えたが、更なるアクシデントにより、夕日は自我を取り戻す。そして夕日は仲間と協力して、ついに理事長と対峙する。
最後の即興演劇（インプロビゼーション）
- 収録:STAGE55 信念 - LAST STAGE 激情（単行本14巻）

「D・A・アカデミー理事長の華麗なる反省」をすべて聞いたうえで、夕日は理事長のやり方すべてを理解することはできないと理事長に告げる。ユートピアが炎に包まれる中、理事長と夕日の対決が始まる。理事長をかばうように夕日が木の下敷きになるが、そこでの夕日の振る舞いに理事長は負けを認める。そしてアカデミーの生徒たちは皆脱出に成功し、乙女華澄は理事長と最期を共にする。そして夕日たちは女優となり演技を続けるのだった。
華小路一族殺人事件（はなのこうじいちぞくさつじんじけん）
- 収録:SPECIALSTAGEⅠ・SPECIALSTAGEⅡ（単行本15巻）

D・A・アカデミーを脱出してから2年。女優・赤羽夕日は天才的脚本家であり世界に認められる映画監督の魚木田友雄（うおきだともお）の映画に抜擢される。タイトルは「華小路一族殺人事件」。現場へ夕日が向かうと、そこにはD・A・アカデミーの懐かしい面々が揃っていた。魚木田監督が現れると、全員が「華小路一族殺人事件」とは限らないこと、常に主演となる1人の役者のためだけに「あて書き」で台本を書き映画を撮ることを伝え、主演となる1人をふるいにかけるため即興演劇（インプロビゼーション）を始めた。主演を決めるための即興演劇（インプロビゼーション）はすぐに終わってしまったが、どうしても魚木田監督の映画に出演したい静たちは監督の無茶に応えようとする過酷な即興演劇（インプロビゼーション）をしてしまう。夕日はそんな状況に「これじゃD・A・アカデミーにいたころと何も変わってない」と怒りを露にする。咲良たちとみんなで即興（インプロ）を終わらせることを約束し、夕日は眠りにつく。翌朝、水槽の中で魚木田監督が発見される。殺すことができたのは、キャスト12人のみである。そしてそれは魚木田監督の台本通りであった。皆が魚木田監督の映画にどうしても出演したかった理由を語る中、魚木田の姿が見えなくなる。キャストたちは疑心暗鬼になるが、夕日はみんなと仲良くしたいと話す。夕日は魚木田監督殺人事件のトリックに気づき、犯人を暴くことに成功する。そして無事にキャスト全員で映画を撮り終えることができた。最後に魚木田監督はメッセージを完全に解けなかったとして、夕日に台本のメモを渡す。

## 登場人物
赤羽 夕日（あかばね　ゆうひ）
本作の主人公。15歳。10月15日生まれのB型。165cm。将来の夢は女優。
ライバルの咲良を追い、アカデミーに入った。何事にもくじけず、いつも前向きな性格。
課題1・2では「神代椿（じんだいつばき）」、課題3では「有明菫（ありあけすみれ）」、課題5では「駿河蘭（するがらん）」を演じた。
乙女 華澄（おとめ　かすみ）
D・A・アカデミーの特別講師。22歳。4月7日生まれのA型。168cm。
幼少時の夕日が、彼女の演技を観て女優になることを決意した人気NO.1天才若手女優で、アカデミーの卒業生でもある。
レディ・クイーンとして、アカデミーの生徒たちに様々な難題を出す。役者を作るためなら非道な行為も厭わない異常者。
河合 ゆみか（かわい　ゆみか）
夕日の同期で親友。15歳。2月29日生まれのAB型。155cm。京都府出身。
引っ込み思案な性格でいじめられていた過去がある。
課題1・2では「姫早百合（ひめさゆり）」、課題3では「エミリア・ソンチフォリア」、課題5では「囚人番号53番」を演じた。
本当は46期生で「道元 愛子（どうもと あいこ）」が本名である。
望月 怜士（もちづき　れいじ）
咲良のことを知る人物。目つきが鋭い。17歳。7月7日生まれのO型。179cm。群馬県出身。
課題2の前後で2年生のリーダー格として、夕日達1年生を苦しめていた。しかし、課題2をクリアした後は夕日を認め、彼女の相棒となる。
役に成りきるため本当の顔は分からない。いつもヘッドフォンをしている。
課題2では「矢車菊（やぐるまきく）」、課題3では「黒花風露（くろばなふうろ）」、課題5では「蓮華升麻（れんげしょうま）」を演じた。
高城 咲良（たかしろ　さくら）
夕日が所属していた演劇部の元部長で、夕日より2年早くD・A・アカデミーに入学した先輩。眼鏡をかけた男性。
17歳。8月19日生まれのA型。175cm。
夕日たちの入学時には行方がわからなかった。
課題5では「御所左近（ごしょさこん）」を演じた。
葛西 誠（かさい　まこと）
夕日の同期。18歳。4月18日生まれのAB型。185cm。
課題1・2では「上総紅葉（かずさこうよう）」、課題3では「信濃秋桐（しなのあきぎり）」、課題5では「緋扇（ひおうぎ）アヤメ」を演じた。
水野 伊吹（みずの　いぶき）
夕日の同期。15歳。12月2日生まれのA型。158cm。
課題1・2では「あづま紅（べに）」、課題3では「小峰楓（こみねかえで）」を演じた。
横手 陽菜（よこて　ひな）
夕日の同期。10歳。1月10日生まれのO型。137cm。
とても長いロングヘアをもつ少女。
真面目で礼儀正しい。
課題1・2では「淡雪（あわゆき）てまり」、課題3では「信濃撫子（しなのなでしこ）」、課題5では「囚人番号29番」を演じた。
十文字 静（じゅうもんじ　しずか）
夕日の先輩。責任感が強く、負けず嫌い。16歳。11月18日生まれのA型。160cm。
課題1・2では「浪花茨（なにわいばら）」、課題3では「信濃梅（しなのうめ）」、課題5では「囚人番号94番」を演じた。
熊谷 健（くまがや けん）
許嫁あり。48期生の中では最年少。14歳。10月24日生まれのB型。186cm。
課題5では「苗代（なわしろ）ぐみ」を演じた。
富田 疾風（とみた　はやて）
D・A・アカデミーに女子にモテるために入った男子。余計な一言で怜士や静に殴られている。
17歳。6月30日生まれのB型。173cm。
課題3では「羅生門（らしょうもん）かずら」、課題5では「囚人番号88番」を演じた。
御薗 小瑠璃（みその こるり）
前髪を長く伸ばした黒いリボンと飴を持った女の子。13歳。5月16日生まれの型。135cm。妙と一緒にいる事が多い。一人称は「うち」。課題4では棺桶に入れられ、夕日たちにより助けられる。
課題5では「囚人番号56番」を演じた。
毛利 妙（もうり たえ）
小瑠璃からは「妙ちゃん」と呼ばれる。12歳。2月1日生まれのB型。142cm。
課題5では「黄花（きばな）ルピナス」を演じた。

## 書誌情報
- 瀬田ハルヒ 『出口ゼロ』 講談社〈講談社コミックスなかよし〉、全15巻
  1. 2013年7月5日発売、ISBN 978-4-06-364374-9
  2. 2013年6月13日発売、ISBN 978-4-06-364386-2
  3. 2013年12月27日発売、ISBN 978-4-06-364398-5
  4. 2014年3月13日発売、ISBN 978-4-06-364414-2
  5. 2014年8月15日発売、ISBN 978-4-06-364427-2
  6. 2014年12月26日発売、ISBN 978-4-06-364445-6
  7. 2015年3月6日発売、ISBN 978-4-06-364458-6
  8. 2015年7月13日発売、ISBN 978-4-06-364476-0
  9. 2015年11月13日発売、ISBN 978-4-06-364487-6
  10. 2016年3月11日発売、ISBN 978-4-06-391506-8
  11. 2016年7月13日発売、ISBN 978-4-06-391519-8
  12. 2016年11月11日発売、ISBN 978-4-06-391530-3
  13. 2017年3月13日発売、ISBN 978-4-06-391539-6
  14. 2017年7月13日発売、ISBN 978-4-06-391548-8
  15. 2018年1月15日発売[4]